# Meine Mutter, meine Männer
Meine Mutter, meine Männer ist ein deutscher Fernsehfilm der Regisseurin Karola Hattop aus dem Jahr 2014.

## Handlung
Für Jenny, die mit 30 bereits technische Direktorin eines Münchner Opernhauses ist, steht Karriere über allem. Das könnte sich aber mit ihrer Schwangerschaft ändern. Ihrem Freund Tobias, der mit dem Familienbetrieb verheiratet ist, erscheint der Zeitpunkt für ein Kind allerdings nicht optimal, denn er will von seinem Vater endlich die Firmenleitung übernehmen. Die Beziehung ist doppelt angespannt, weil sich nach Jahren aus Ibiza auch noch Jennys lebenslustige Mutter Jutta zurückmeldet und länger zu bleiben gedenkt. Sie quartiert sich bei den beiden ein und organisiert in deren Designer-Wohnung erst mal eine ordentliche Party mit ihren alten Hippiefreunden. Tobias’ Vater Roman ist da das ganze Gegenteil. Seit Ewigkeiten trauert er um seine verstorbene Frau und hält Sitte und Anstand für Grundtugenden. Jutta ist sofort der Meinung, dass man ihn endlich mal aufheitern müsste. Bei einem gemeinsamen Angelausflug am Wochenende beginnt sie ihn gleich zu umflirten. Doch auch Jenny hat seit kurzem jemanden, der sie umschwärmt: Eric, eine unglückliche Liebschaft von früher, der kurzfristig als Bühnenbildner für ihre Zauberflöten-Inszenierung engagiert wurde, ist permanent um ihre Aufmerksamkeit bemüht.
Diese turbulenten Umstände wirbeln das Leben aller gehörig durcheinander. Es dauert nicht lange und Jenny gerät mit ihrer Mutter in Streit, sodass Jutta ihre Sachen packt und wieder auszieht. Auch mit Tobias tritt eine Eiszeit ein, weil er seine Firmengeschäfte wichtiger nimmt als Jennys Familienplanung und er trennt sich von ihr. So erliegt Jenny am Ende den ständigen Annäherungsversuchen Erics.
Derweil erfährt Tobias Vater, dass er Großvater wird und ist entzückt. Er lässt sich von Jutta zu einem Ausflug in die Berge überreden. Der erfrischenden Art dieser Frau kann er nicht widerstehen und beide übernachten miteinander auf einer Berghütte. Als Jutta ihn davon in Kenntnis setzt, dass Tobias sich von Jenny zurückgezogen hat, will er die beiden am liebsten wieder zusammen bringen. Doch Jutta erklärt ihm, dass die beiden ihren Weg allein finden müssen.
Als Jennys Kind zur Welt kommt und sowohl Tobias als auch Eric der jungen Mutter gratulieren kommen, fragt Roman, was dies nun werden soll? Jutta erklärt ihm nur kurz: eine Patchwork-Familie, sowas hätte ihre Generation schließlich erfunden.

## Hintergrund
Meine Mutter, meine Männer wurde von der Bavaria Fernsehproduktion produziert. Die Erstausstrahlung am 28. März 2014 auf Das Erste sahen 3,44 Millionen Zuschauer, was 10,7 % Marktanteil entspricht.

## Kritik
Rainer Tittelbach von tittelbach.tv meinte: „‚Meine Mutter, meine Männer‘ ist ein gutes Beispiel dafür, wie sehr gerade bei leichten Genres, die nichts Weltbewegendes erzählen, die Art und Weise, wie die Geschichte strukturiert und wie sie filmisch umgesetzt ist, über die Qualität entscheidet.“ Der Film „arbeitet überraschungsarm auf die Geburtsstunde einer Patchworkfamilie hin und ist doch eine unterhaltsame Alltagskomödie. Die dramaturgischen Muster sind der Romantic Comedy entliehen, die sozialen Klischees sind realistisch durchwirkt, und das Spiel der Top-Besetzung pendelt zwischen ernsthaft & ironisch.“
Die Kritiker der Fernsehzeitschrift TV Spielfilm vergaben nur eine mittlere Wertung (Daumen gerade) und meinten, der Film: „Kommt aus den Komödchenuntiefen (ja, ja, die Hippiemütter) nie wirklich raus.“ Fazit: „Gefühlschaos der ‚Generation vielleicht‘“.
Ulrich Feld von der FNP wertete: „Das Happy-End mit Patchwork-Familie ist zwar absehbar, hätte aber trotzdem nicht sein müssen. Gerade weil man es so gewohnt ist, dass sich in solchen TV-Produktionen alle Probleme in Luft auflösen, hätte man gerne mal was anderes gesehen. […] ‚Meine Mutter, meine Männer‘ ist am Ende zwar eine ganz unterhaltsame Produktion, die aber durch ihr unentschlossenes Hin- und Herpendeln zwischen angestrengt turbulenter Komödie und spannendem Romantik-Drama unnötig an Wirkung verliert.“